# 小行星3934
小行星3934（3934 Tove）是一颗围绕太阳公转的小行星。1987年2月23日，波爾·延森、卡爾·奧古斯特森、漢斯·約恩·福格·奧爾森（Hans Jørn Fogh Olsen）在霍尔拜克发现了此天体。
这颗小行星的绝对星等为94.31656376444963等。